# Brinay (Cher)
Brinay és un municipi francès, situat al departament de Cher i a la regió de Centre – Vall del Loira. L'any 2007 tenia 499 habitants.

## Demografia

### Població
El 2007 la població de fet de Brinay era de 499 persones. Hi havia 207 famílies, de les quals 44 eren unipersonals (28 homes vivint sols i 16 dones vivint soles), 87 parelles sense fills, 60 parelles amb fills i 16 famílies monoparentals amb fills.
La població ha evolucionat segons el següent gràfic:
Habitants censats

### Habitatges
El 2007 hi havia 234 habitatges, 208 eren l'habitatge principal de la família, 22 eren segones residències i 3 estaven desocupats. 229 eren cases i 4 eren apartaments. Dels 208 habitatges principals, 178 estaven ocupats pels seus propietaris, 26 estaven llogats i ocupats pels llogaters i 5 estaven cedits a títol gratuït; 1 tenia una cambra, 6 en tenien dues, 27 en tenien tres, 57 en tenien quatre i 118 en tenien cinc o més. 175 habitatges disposaven pel capbaix d'una plaça de pàrquing. A 81 habitatges hi havia un automòbil i a 123 n'hi havia dos o més.

### Piràmide de població
La piràmide de població per edats i sexe el 2009 era:
| Homes | Edats   | Dones |
| ----- | ------- | ----- |
| 0     | 95 o +  | 0     |
| 0     | 90 a 94 | 0     |
| 4     | 85 a 89 | 8     |
| 0     | 80 a 84 | 8     |
| 8     | 75 a 79 | 4     |
| 12    | 70 a 74 | 12    |
| 4     | 65 a 69 | 12    |
| 12    | 60 a 64 | 8     |
| 12    | 55 a 59 | 8     |
| 28    | 50 a 54 | 28    |
| 32    | 45 a 49 | 40    |
| 20    | 40 a 44 | 12    |
| 16    | 35 a 39 | 16    |
| 16    | 30 a 34 | 16    |
| 16    | 25 a 29 | 0     |
| 12    | 20 a 24 | 12    |
| 4     | 15 a 19 | 12    |
| 20    | 10 a 14 | 8     |
| 16    | 5 a 9   | 16    |
| 8     | 0 a 4   | 16    |

## Economia
El 2007 la població en edat de treballar era de 356 persones, 248 eren actives i 108 eren inactives. De les 248 persones actives 238 estaven ocupades (119 homes i 119 dones) i 10 estaven aturades (3 homes i 7 dones). De les 108 persones inactives 52 estaven jubilades, 28 estaven estudiant i 28 estaven classificades com a «altres inactius».

### Ingressos
El 2009 a Brinay hi havia 208 unitats fiscals que integraven 519 persones, la mediana anual d'ingressos fiscals per persona era de 21.396 €.

### Activitats econòmiques
Dels 26 establiments que hi havia el 2007, 1 era d'una empresa alimentària, 2 d'empreses de fabricació d'altres productes industrials, 3 d'empreses de construcció, 6 d'empreses de comerç i reparació d'automòbils, 3 d'empreses d'hostatgeria i restauració, 1 d'una empresa d'informació i comunicació, 6 d'empreses de serveis, 2 d'entitats de l'administració pública i 2 d'empreses classificades com a «altres activitats de serveis».
Dels 3 establiments de servei als particulars que hi havia el 2009, 1 era un taller de reparació d'automòbils i de material agrícola, 1 electricista i 1 restaurant.
L'únic establiment comercial que hi havia el 2009 era una botiga de roba.
L'any 2000 a Brinay hi havia 16 explotacions agrícoles.

## Equipaments sanitaris i escolars
El 2009 hi havia una escola elemental.

## Poblacions més properes
El següent diagrama mostra les poblacions més properes.